# San Joaquín (Venezuela)
San Joaquín ist eine Stadt im Bundesstaat Carabobo im Norden Venezuelas. 
Sie ist Sitz des gleichnamigen Bezirks San Joaquín. Die Stadt hat eine Bevölkerung von etwa 44.000 Einwohnern (2001) und liegt nördlich vom Valenciasee, auf 450 Meter über dem Meeresspiegel.

## Klima
Die durchschnittliche Jahrestemperatur beträgt 27 °C.

## Geschichte
San Joaquín wurde 1782 als San Joaquín de Mariara unter Leitung von Mariano Marti, Bischof der Provinz Venezuela, gegründet. Die erste Kirche entstand 1795. Im Jahr 1885 führte Juana de Eleizalde die berühmten Panelas de San Joaquín ein, eine der bekanntesten Süßigkeiten im Zentrum Venezuelas.